# Drużynowe Mistrzostwa Świata na Żużlu 1965
Drużynowe Mistrzostwa Świata na Żużlu 1965 – 6. edycja drużynowych mistrzostw świata na żużlu. Zawody finałowe odbyły się 5 września 1965 roku w zachodnioniemieckim Kempten.
Tytułu mistrzowskiego, wywalczonego w 1964 roku w Abensbergu, broniła reprezentacja Szwecji.

## Eliminacje

### Runda kontynentalna

#### Pierwszy półfinał
- 1 sierpnia 1965 r. (niedziela),  Miśnia
- Sparta Wrocław zastąpiła bułgarską kadrą i startowała jako poza konkursem, a drugi zespół z NRD-u zastąpił na miejscu jugosłowiańską drużyną.
- Awans do finału kontynentalnego: 2 - Związek Radziecki i NRD

| Miejsce | Kraje                   | Suma | Zawodnicy                                                                                    | Pkt.       | Pkt bieg. |
| ------- | ----------------------- | ---- | -------------------------------------------------------------------------------------------- | ---------- | --------- |
| 1       | Związek Radziecki       | 45   | Igor Plechanow Giennadij Kurilenko Władimir Sokołow Jurij Czekranow rez. Gabdrachman Kadyrow | 12 12 9 ns | b.d       |
| 2       | Polska (Sparta Wrocław) | 25   | Adolf Słaboń Konstanty Pociejkowicz Bogdan Jaroszewicz Piotr Bruzda rez. Władysław Wawszczyk | 9 8 5 3 ns | b.d       |
| 3       | NRD                     | 13   | Jochen Dinse Jürgen Hehlert Hans-Jürgen Fritz Heino Niemann Peter Liebing                    | 6 4 2 1 0  | b.d       |
| 4       | NRD 2                   | 11   | Bruno Bülau Günther Schelenz Jürgen Rudolph Peter Hehlert rez. Jochen Hetmank                | 5 4 1 0 ns | b.d       |

#### Drugi półfinał
- 1 sierpnia 1965 r. (niedziela),  Olching
- Awans do finału kontynentalnego: 2 - Polska i Czechosłowacja

| Miejsce | Kraje          | Suma | Zawodnicy                                                                            | Pkt.      | Pkt bieg. |
| ------- | -------------- | ---- | ------------------------------------------------------------------------------------ | --------- | --------- |
| 1       | Polska         | 39   | Zbigniew Podlecki Jan Mucha Paweł Waloszek Joachim Maj brak zawodnika                | 11 10 8 - | b.d       |
| 2       | Czechosłowacja | 32   | Luboš Tomíček Antonín Kasper Pavel Mareš Jaroslav Volf rez. František Ledecký        | 10 8 7 ns | b.d       |
| 3       | RFN            | 19   | Heinrich Sprenger Manfred Poschenrieder Otto Lantenhammer Rainer Jüngling Fred Aberl | b.d       | b.d       |
| 4       | Austria        | 4    | Kurt Schwingenschlögl Johann Kühr Alfred Rinzner Günther Walla brak zawodnika        | 2 2 0 -   | b.d       |

#### Finał
- 22 sierpnia 1965 r. (niedziela),  Ufa
- Awans do Finału Światowego: 2 - Polska i Związek Radziecki

| Miejsce | Kraje             | Suma | Zawodnicy                                                                                | Pkt.         | Pkt bieg. |
| ------- | ----------------- | ---- | ---------------------------------------------------------------------------------------- | ------------ | --------- |
| 1       | Polska            | 37   | Andrzej Pogorzelski Andrzej Wyglenda Zbigniew Podlecki Antoni Woryna rez. Paweł Waloszek | 11 11 9 6 ns | b.d       |
| 2       | Związek Radziecki | 30   | Igor Plechanow Jurij Czekranow Giennadij Kurilenko Wiktor Trofimow rez. Władimir Sokołow | 10 9 5 1     | b.d       |
| 3       | Czechosłowacja    | 27   | Jaroslav Volf Luboš Tomíček Antonín Kasper Stanislav Kubíček rez. Pavel Mareš            | 10 7 5 ns    | b.d       |
| 4       | NRD               | 2    | Jochen Dinse Günther Schelenz Hans-Jürgen Fritz Jürgen Hehlert rez. Heino Niemann        | 1 1 0 ns     | b.d       |

### Runda skandynawska
- 14 maja 1965 r. (piątek),  Odense
- Awans do Finału Światowego: 1 - Szwecja

| Miejsce | Kraje     | Suma | Zawodnicy                                                                  | Pkt.      | Pkt bieg. |
| ------- | --------- | ---- | -------------------------------------------------------------------------- | --------- | --------- |
| 1       | Szwecja   | 45   | Bengt Jansson Bo Josefsson Per Olaf Söderman Björn Knutsson brak zawodnika | 12 12 9 - | b.d       |
| 2       | Norwegia  | 23   | Henry Harrfeldt Per Aulie Sverre Harrfeldt Nils K. Paulsen brak zawodnika  | 7 6 4 -   | b.d       |
| 3       | Finlandia | 19   | Timo Laine Kalevi Lahtinen Matti Olin Olavi Turunen Heikki Kaprali         | 8 7 3 1 0 | b.d       |
| 4       | Dania     | 9    | Erik Kastebo Svend Nissen John S. Andersen Einar Hansen brak zawodnika     | 5 2 1 -   | b.d       |

### Runda brytyjska
Wielka Brytania automatycznie w finale.

## Finał światowy
- 5 września 1965 r. (niedziela),  Kempten (Allgäu)

| Miejsce | Kraje             | Suma | Zawodnicy                                                                                | Pkt.         | Pkt bieg. |
| ------- | ----------------- | ---- | ---------------------------------------------------------------------------------------- | ------------ | --------- |
| 1       | Polska            | 38   | Andrzej Pogorzelski Andrzej Wyglenda Antoni Woryna Zbigniew Podlecki rez. Paweł Waloszek | 11 11 9 7 ns | b.d.      |
| 2       | Szwecja           | 33   | Björn Knutsson Ove Fundin Bengt Jansson Göte Nordin rez. Leif Larsson                    | 11 8 6 ns    | b.d.      |
| 3       | Wielka Brytania   | 18   | Ken McKinlay Nigel Boocock Jimmy Gooch Barry Briggs Charlie Monk                         | 7 6 3 1 1    | b.d.      |
| 4       | Związek Radziecki | 7    | Jurij Czekranow Giennadij Kurilenko Władimir Sokołow Igor Plechanow Wiktor Trofimow      | 2 2 1 0      | b.d.      |

## Tabela końcowa
| Miejsce | Kraj              |
| 1       | Polska            |
| 2       | Szwecja           |
| 3       | Wielka Brytania   |
| 4       | Związek Radziecki |
| 5       | Norwegia          |
| 6       | Czechosłowacja    |
| 7       | Finlandia         |
| 8       | NRD               |
|         | Dania             |
| 10      | RFN               |
| 11      | Austria           |
| ns      | Jugosławia        |
|         | Bułgaria          |